# Posel ztracených duší
Posel ztracených duší (v anglickém originále Ghost Whisperer) je americký fantastický televizní seriál, jehož autorem je John Gray. Premiérově byl vysílán na stanici CBS v letech 2005–2010, celkem vzniklo 107 dílů rozdělených do pěti řad. Protagonistku seriálu Melindu Gordonovou ztvárnila Jennifer Love Hewitt.

## Příběh
Hlavní hrdinka Melinda Gordonová (Jennifer Love Hewitt) se se svým novomanželem Jimem Clancym (David Conrad) přestěhuje do městečka Grandview ve státě New York, kde si otevře starožitnictví. Melinda se narodila s výjimečným darem komunikovat s dušemi, které ještě neopustily tento svět, a pomáhá jim přejít na druhou stranu. Tito duchové bývají zpravidla oběťmi násilných činů, nebo potřebují pomoci dořešit záležitosti, které před svou smrtí nestihly.

## Obsazení
- Jennifer Love Hewitt (český dabing: Tereza Bebarová) jako Melinda Gordonová. Povahou milá, vstřícná a obětavá Mel podává svému okolí vždy s ochotou pomocnou ruku, ne vždy se jí to ale vrací stejnou mincí. Svou schopnost, která jí nejednou zkomplikuje život, zdědila po babičce, se kterou měla velmi hluboký vztah.
- Aisha Tyler (český dabing: Hana Ševčíková) jako Andrea Marinová (1. řada, jako host ve 2. řadě). Spolupracovnice, zaměstnankyně a nejlepší kamarádka Melindy, která vždy ví, jak ji podpořit. Jako jedna z mála přijala Melindinu schopnost pozitivně.
- David Conrad (český dabing: Michal Dlouhý) jako Jim Clancy. Melindin manžel, hasič, záchranář a později lékař pomáhá všem, kteří to potřebují. Je rád když všechny zachrání, neboť takoví už potom nepotřebují Melindinu pomoc.
- Camryn Manheim (český dabing: Zuzana Mixová [2.–5. řada] a Radana Herrmannová [2. a 3. řada]) jako Delia Banksová (2.–5. řada). Dobrosrdečná a starostlivá Delia je ke všemu nadpřirozenému velmi skeptická. Po smrti manžela se stane realitní makléřkou a stále více se upíná na svého jediného syna.
- Jay Mohr (český dabing: Jan Vondráček [2. a 3. řada] a Antonín Navrátil [4. řada]) jako Rick Payne (3. řada, jako host ve 2. a 4. řadě). Svérázný a prostořeký profesor Rocklandské univerzity pomáhá Melindě vyřešit složitější případy.
- Christoph Sanders (český dabing: Petr Neskusil) jako Ned Banks (4.–5. řada, jako host ve 3. řadě). Vnímavý hoch se smyslem pro humor, který také pomáhá Melindě s jejím posláním. Je natolik ovlivněn, že po maturitě nastoupí na Rocklandskou univerzitě ke studiu antropologie okultismu. Své nově nabyté znalosti použije opět na pomoc Melindě a Eliovi. Ve 2. a části 3. řady ztvárnil tuto postavu jako host Tyler Patrick Jones (český dabing: Robin Pařík).
- Jamie Kennedy (český dabing: Jakub Saic) jako Eli James (4.–5. řada). Po odchodu Ricka je profesor James Melindinou pravou rukou, či spíše uchem. Shodou okolností totiž dokáže po klinické smrti slyšet duchy a tím se stane důležitým pojítkem mezi oběma světy.
- Connor Gibbs (český dabing: Klára Nováková) jako Aiden Lucas (5. řada). Syn Melisy a Jima.

## Vysílání
| Řada | Díly | Premiéra v USA | Premiéra v USA  | Premiéra v ČR     | Premiéra v ČR   |
| Řada | Díly | První díl      | Poslední díl    | První díl         | Poslední díl    |
| ---- | ---- | -------------- | --------------- | ----------------- | --------------- |
| 1    | 22   | 23. září 2005  | 5. května 2006  | 1. ledna 2008     | 27. května 2008 |
| 2    | 22   | 22. září 2006  | 11. května 2007 | 10. června 2008   | 19. srpna 2008  |
| 3    | 18   | 28. září 2007  | 16. května 2008 | 6. dubna 2009     | 3. srpna 2009   |
| 4    | 23   | 3. října 2008  | 15. května 2009 | 6. dubna 2010     | 3. srpna 2010   |
| 5    | 22   | 25. září 2009  | 21. května 2010 | 2. listopadu 2010 | 18. ledna 2011  |